# لمل
شهر لمل (به فرانسوی: Lommel) در شهرستان مزک  در استان لمبورگ  در منطقه فلاندری در کشور بلژیک واقع شده‌است.